# 黒瀬義門

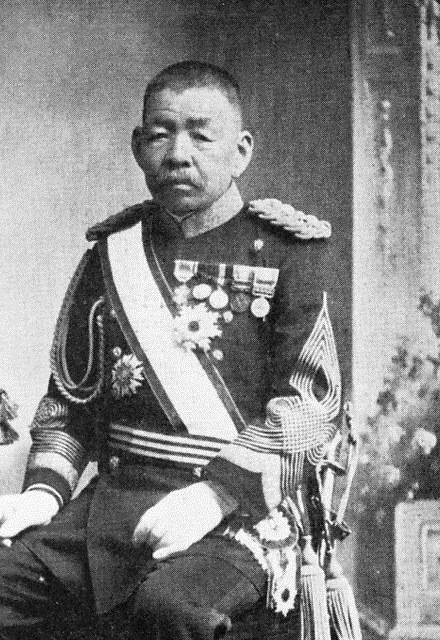
黒瀬義門

黒瀬 義門（くろせ よしかど、1846年2月24日（弘化3年1月29日） - 1919年（大正8年）9月1日）は、日本の陸軍軍人、貴族院男爵議員。最終階級は陸軍中将。

## 経歴
備前国岡山城下船頭町（現在の岡山県）出身。岡山藩士・黒瀬源六郎の長男。1868年（明治元年）より岡山兵学館で学ぶ。選抜されて大阪兵学寮青年舎に入り、1872年2月7日（明治4年12月29日）、陸軍少尉に任官。1878年、砲兵第4大隊第2小隊長として第2旅団に編入され西南戦争に従軍。1885年（明治18年）6月、野戦砲兵第6連隊長となり、1888年（明治21年）5月、陸軍砲兵射的学校長へ異動し、同年11月、砲兵大佐に昇進した。
1893年（明治26年）4月、陸軍砲工学校長に就任。1894年（明治27年）9月、第2軍砲兵部長となり日清戦争に出征。1895年（明治28年）4月、陸軍少将に進級した。
1895年（明治28年）7月9日、砲工学校長事務取扱となり、同月22日、野戦砲兵監へ異動。次いで要塞砲兵監に就任し、1901年（明治34年）5月、陸軍中将に進むが、翌年5月に休職した。
1904年（明治37年）2月、台湾守備隊司令官に発令され日露戦争を迎えた。同年11月に休職。1905年（明治38年）6月、留守第7師団長として復帰したが、1906年（明治39年）5月に休職し、翌年3月2日、予備役に編入された。1908年（明治41年）4月1日、後備役となる。1913年（大正3年）4月1日に退役した。
1907年（明治40年）9月21日、日清・日露戦争での功績により男爵を叙爵し華族となった。1911年（明治44年）7月10月、貴族院男爵議員に選出され、1917年（大正6年）4月5日に辞職した。

## 栄典
位階
- 1885年（明治18年）9月16日 - 正六位[9]
- 1890年（明治23年）12月28日 - 従五位[10]
- 1896年（明治29年）2月29日 - 正五位[11]
- 1901年（明治34年）4月20日 - 従四位[12]
- 1907年（明治40年）5月31日 - 正四位[13]
- 1916年（大正5年）9月30日 - 従三位[14]

勲章等
- 1889年（明治22年）11月29日 - 大日本帝国憲法発布記念章[15]
- 1893年（明治26年）5月26日 - 勲三等瑞宝章[16]
- 1895年（明治28年）
  - 8月20日 - 功四級金鵄勲章・旭日中綬章[17]
  - 11月18日 - 明治二十七八年従軍記章[18]
- 1900年（明治33年）5月31日 - 勲二等瑞宝章[19]
- 1906年（明治39年）4月1日 - 勲一等旭日大綬章・明治三十七八年従軍記章[20]
- 1907年（明治40年）9月21日 - 男爵 [21]
- 1915年（大正4年）
  - 4月20日 - 御紋付銀杯[22]
  - 11月10日 - 大礼記念章[23]